# Solamente Julia
Solamente Julia es una telenovela chilena producida por Bowen DDRío para Televisión Nacional de Chile. Se estrenó el 11 de marzo de 2013, y finalizó el 10 de octubre de 2013. 
Protagonizada por Susana Hidalgo, Felipe Braun y Ignacia Baeza.

## Argumento
Julia (Susana Hidalgo) es una mujer de esfuerzo, muy trabajadora y tenaz. Quien trabaja en un cafe. Vive junto a su tía Amelia (Tatiana Molina) desde que sus padres murieron en un accidente. Para ella su hermano Camilo (Jorge Velasco) es la razón de su vida, aunque en el fondo guarda un motivo mucho más poderoso: hace dos años le robaron a su hijo y sueña con volver a tenerlo entre sus brazos.
El destino convertirá a Julia en la niñera de su propio hijo y su corazón la traicionará cuando conozca a Emilio (Felipe Braun), el padre adoptivo del niño, y quien despierta en ella un poderoso sentimiento romántico. Por su parte, Ángela (Ignacia Baeza) es una mujer que por muchos años soñó con convertirse en madre, pero una enfermedad llamada Miastenia gravis, la imposibilitó de hacer familia. Sin embargo, hace dos años un bebé recién nacido llegó a su vida para hacer realidad su anhelo gracias a Beatriz Larraín (Cecilia Cucurella), madre de Ángela, ginecóloga y directora de una prestigiosa clínica. Por motivos ambiciosos y económicos, la tía de Julia, Amelia Rojas (Tatiana Molina) entrega a Simón (Piero Macchiavello) a Beatriz Larraín a cambio de una cuantiosa suma de dinero lo que le permite formar su propia peluquería. Ángela, sin siquiera sospechar que en su búsqueda de la niñera perfecta, daría con la verdadera madre del pequeño.
En el fondo, Beatriz es una mujer manipuladora y fría, que hará todo lo posible para que la verdad del robo del pequeño no salga a la luz, incluso llegar a matar a todo aquel que sospeche algo. Finalmente, Beatriz ofrece a Simón a Ángela debido a que siente todavía culpa por haberla abandonado cuando niña, aquí también destaca en este triángulo central, Emilio, un profesional de éxito y que parece tener una vida plena, no obstante, siente que a su vida le falta más pasión. Desde hace dos años que su vida sentimental con su esposa Ángela pasó a segundo plano para centrarse únicamente en la crianza de su hijo adoptivo. Por eso, cuando conoce a Julia, la niñera de su hijo, descubrirá que tiene una nueva posibilidad para volver a amar. Ángela percibe esto y le hace la vida imposible a Julia por temor a que sepa la verdad sobre el robo de su hijo y porque su marido la vaya a dejar por "la niñera".

## Reparto

### Principales
- Susana Hidalgo como Julia Sepúlveda
- Felipe Braun como Emilio Ibáñez
- Ignacia Baeza como Ángela García
- Patricio Achurra como Gerardo García
- Cecilia Cucurella como Beatriz Larraín[3]
- Tatiana Molina como Amelia Rojas
- Óscar Hernández como Manuel Muñoz
- Ignacio Achurra como Marcos Muñoz
- Andrea Velasco como Isabel Larraín
- Santiago Tupper como Maximiliano Carvajal
- Carolina Arredondo como Fernanda Salgado
- Marcelo Valdivieso como Pedro Castillo
- Andreína Chataing como Idannia Reyes
- Jorge Velasco como Camilo Sepúlveda
- Piero Macchiavello como Simón Ibáñez

## Audiencia
| Año  | Emisión original    | Emisión original | Emisión original      | Emisión original | Espectadores | Total cuota% |
| Año  | Estreno             | Cuota%           | Término               | Cuota%           | Espectadores | Total cuota% |
| ---- | ------------------- | ---------------- | --------------------- | ---------------- | ------------ | ------------ |
| 2013 | 11 de marzo de 2013 | 20,7%            | 10 de octubre de 2013 | 16,0%            | —            | 11,8%        |